# Килштет (Немачка)
Килштет (њем. Küllstedt) општина је у њемачкој савезној држави Тирингија. Једно је од 89 општинских средишта округа Ајхсфелд. Према процјени из 2010. у општини је живјело 1.532 становника. Посједује регионалну шифру (AGS) 16061063.

## Географски и демографски подаци
Килштет се налази у савезној држави Тирингија у округу Ајхсфелд. Општина се налази на надморској висини од 445 метара. Површина општине износи 13,1 km². У самом мјесту је, према процјени из 2010. године, живјело 1.532 становника. Просјечна густина становништва износи 117 становника/km².